# Von Braun (månkrater)
För andra betydelser, se Braun.
Von Braun är en 62 kilometer stor nedslagskrater på månens baksida. Von Braun har fått sitt namn efter ingenjören Wernher von Braun.